# Телодерма Гордона
Телодерма Гордона (Theloderma gordoni) — вид земноводних з роду Theloderma родини Веслоногі. Отримала назву на честь дослідника Олівера Гордона Янга.

## Опис
Загальна довжина досягає 4,5—5 см. Голова широка, дещо сплощена. Тіло масивне. Шкіра на спині дуже шорстка. Горбки можуть бути різного розміру. На кінці довгих пальців розвинені розширені присоски. Основний фон забарвлення червонувато-коричневий, темно-жовтий або темно-червоний. Великі горбки на спині темно-коричневі, у скроневій області — помаранчеві. На лапах іноді помітний малюнок з темних і світлих смуг. На череві присутній мармуровий малюнок з темних плям на сірувато-блакитному або ліловому тлі. Зовні дуже схожа на близький вид — телодерма жахлива. Відмінною особливістю є забарвлення присосок — у жахливої телодерми вони яскраво-червоні, а у телодерми Гордона — сірувато-білі.

## Спосіб життя
Полюбляє високогірні ліси, ущелини, тріщини, дупла дерев. Зустрічається на висоті до 1300 м над рівнем моря. Активна у присмерку. Живиться комахами.
Розмноження зазвичай проходить на деревах, ікра відкладається в невеликі улоговинки або порожнини порціями по 2—5 ікринок.

## Розповсюдження
Мешкає у В'єтнамі та Таїланді.